# Gallichon
Gallichon, także galichon – instrument należący do chordofonów szarpanych, jest późnobarokową odmianą lutni basowej. Galichon w wieku XVIII był też nazywany mandorą, na ten instrument Johann Georg Albrechtsberger napisał "Koncert na mandorę i drumlę".

## Pochodzenie
Gallichon pojawił się około początku XVIII w. Wywodzi się prawdopodobnie z wcześniejszych, barokowych odmian lutni. Był instrumentem doby późnego baroku, stosunkowo popularnym w Niemczech, Austrii i Czechach w XVIII i XIX w., używanym głównie do realizacji basso continuo.

## Budowa
Gallichon jest lutnią basową o dość dużych rozmiarach (menzura sięgająca nawet 750 mm) o wydłużonej szyjce oraz główce umieszczonej (inaczej niż w lutniach klasycznych) pod niewielkim kątem w stosunku do szyjki i zakończonej charakterystycznym zawinięciem. W odróżnieniu od innych rodzajów lutni, gallichon posiadał najczęściej pojedyncze struny (6 do 8). Budowa pudła rezonansowego jest identyczna, jak w innych odmianach lutni.

## Strojenie
Od początku XIX wieku obserwuje się obopólne wpływy gallichonu i gitary. Strój: e', h, g, d, A, G, później: e', h, g, d, A, E, został zapożyczony przez konstruktorów gitar (po dodaniu do niej szóstej struny na wzór lutni), natomiast konstruktorzy gallichonu zrezygnowali z podwójnych chórów na rzecz pojedynczych, co można uznać za wpływ gitary.

## Repertuar
Gallichon był instrumentem akompaniatorskim, przeznaczonym głównie do realizacji basso continuo, jednak istnieje także pewna liczba zachowanych utworów solowych lub duetów. Utwory pisane na gallichon, a także orkiestrę z udziałem gallichonu, zapisywano w systemie tabulaturowym. Najbardziej znanym kompozytorem piszącym na gallichon był śląski wirtuoz lutni Sylvius Leopold Weiss.